# 牛鸾墓碑
牛鸾墓碑，位于中国河北省沧州市城南，为沧州市献县的一處省级文物保护单位。
牛鸾墓碑是明代嘉靖年間山東兵備副使牛鸞墓葬的遺物。1982年7月23日入選河北省文物保護單位。类型为石刻。